# Girafe du Nord
Giraffa camelopardalis
Espèce
Sous-espèces de rang inférieur
- G. c. rothschildi, la Girafe de Rothschild
- G. c. antiquorum, la Girafe du Kordofan
- G. c. camelopardalis, la Girafe de Nubie
- G. c. peralta, la Girafe du Niger

Répartition géographique
Statut de conservation UICN

VU : Vulnérable
La Girafe du Nord (Giraffa camelopardalis) est une espèce de girafes comprenant quatre sous-espèces.

## Sous-espèces
La Girafe du Nord compte quatre sous-espèces, :
- la Girafe du Kordofan, Girafe du Soudan ou Girafe d'Afrique de l'Ouest (G. c. antiquorum) ;
- la Girafe de Nubie (G. c. camelopardalis)[a] ;
- la Girafe du Niger ou Girafe d'Afrique de l'Ouest (G. c. peralta) ;
- la Girafe de Rothschild ou girafe d'Ouganda (G. c. rothschildi), vivant principalement en Ouganda ainsi qu'à l'ouest du Kenya[a].

Dans la classification traditionnelle l'espèce Giraffa camelopardalis rassemblait toutes les sous-espèces de girafes (neuf) et comprenait donc cinq autres sous-espèces :
- la Girafe réticulée (G. c. reticulata)
- la Girafe Masaï (G. c. tippelskirchi)
- la Girafe de Rhodésie (G. c. thornicrofti)
- la Girafe d'Angola (G. c. angolensis)
- la Girafe du Cap (G. c. giraffa)

## Aire géographique
Comme le suggère son nom, la répartition de cette espèce est relativement septentrionale : régions sahéliennes d'Afrique de l'Ouest, nord du Cameroun, sud du Tchad, République centrafricaine, Soudan, Soudan du Sud, Éthiopie, République démocratique du Congo et Ouganda.